# KNM ER 1805
KNM ER 1805 — назва декількох частин скам'янілого черепу людини виду Homo habilis. Череп був знайдений в 1974 році на території регіону Кообі-Фора, Кенія.
Вік черепу оцінюється в 1.74 мільйонів років.
Через неповноту він став суб'єктом дебатів щодо його класифікації. Спочатку він був класифікований як Homo erectus, але у зв'язку з виконаною проєкцією його обличчя і формою на даний момент він класифікується як Homo habilis.
Об'єм мозку оцінюється в 582 см³.
KNM означає Kenya National Museums (Кенійський Національний Музей). ER означає East Rudolf (Східний Рудольф). «Рудольф» — це колишня назва озера Туркана.